# Коваленко Григорій Михайлович
Коваленко Григорій Михайлович (28.01.1926 — 24.04.2011) — український вчений, кандидат географічних наук, доцент, учасник Німецько-радянської війни.

## Життєпис
Народився 28 січня 1926 року в селянській сім'ї (батьки мали 4 гектари землі) у селі Іваниця, Недригайлівського району, Сумської області. У 1930 році батьки стали колгоспниками села Хоружівки, Недригайлівського району, де працювали до Німецько-радянської війни і у післявоєнний час. В 1932—1933 сім'я пережила Голодомор. З 1933 по 1941 рік він учився у школі. У період німецької окупації (вересень 1941 року — вересень 1943 року) жив вдома і ніде не працював. Після захоплення району військами СРСР примусово мобілізований до Червоної Армії (вересень 1943 року). Спочатку Г. М. Коваленко служив курсантом навчального батальйону у запасному полку Південно-Уральського військового округу, а потім (із серпня 1944 року) прибув у діючу армію І Українського фронту, де став спочатку наводчиком, а пізніше командиром гармати 76 мм ПА. У листопаді 1943 року вступив у комсомол і виконував різні доручення під час служби у армії (комсорг роти, комсорг батареї). 17 квітня 1945 року Григорій Михайлович був важко поранений і після лікування в евакогоспіталі 2647 (місто Жагань, Польща) у серпні 1945 року демобілізований з армії.
Після закінчення Недригайлівської середньої школи у 1945—1946 навчальному році вступив на географічний факультет Київського державного університету, який і закінчив з відзнакою у 1951 році. У студентські роки весь час виконував різні громадські доручення (член комсомольського бюро факультету, редактор факультетської стінгазети, член президії НСТ університету та інші), виступав з доповідями на наукових студентських конференціях. За одну із доповідей на тему «Мікрорайонування сільського господарства» нагороджений Почесною грамотою Управління вищої школи при Раді Міністрів УРСР.
У 1951—1967 роках працював викладачем географії, астрономії та суспільствознавства у середніх школах № 1 та № 2 і завучем цих шкіл у місті Сквирі Київської області.
У 1963 році став членом КПРС. Кілька років керував районним семінаром пропагандистів по філософії і був позаштатним лектором РК КПУ. За зразкову підготовку учнів на олімпіади юних географів-краєзнавців нагороджений значком «Відмінник народної освіти УРСР», а за пропаганду політичних і наукових знань серед населення — медаллю «За трудову доблесть».
У 1964 році вступив до аспірантури Київського університету за спеціальністю економічна географія на заочне відділення, а з жовтня 1967 року переведений на стаціонарне відділення для завершення дисертації, яку захистив у 1969 році. У 1968—1969 роках працював викладачем географії на підготовчих курсах Київського інституту народного господарства, а у 1969—1970 — завідувачем редакцією географії видавництва «Радянська школа». У 1970—1974 роках — старший викладач кафедри «міжнародного комуністичного і національно-визвольного руху» Київської Вищої Партійної школи, де вів курси політичної і економічної карти світу та міжнародного комуністичного, робітничого і національно-визвольного руху. У той же час був пропагандистом політичних семінарів у системі Шевченківського РК КПУ міста Києва. У 1974—1977 роках працював старшим викладачем і доцентом кафедри економічної географії Київського педагогічного інституту, систематично читав лекції серед населення міста Києва та області на науково-політичну тематику.
З жовтня 1977 року Коваленко Г. М. працював у Полтавському кооперативному інституті: спочатку завідувачем кафедри географії, а з березня 1983 року — доцентом кафедри економічної географії, яка пізніше стала кафедрою загальноекономічних дисциплін. Тут вів курси економічної географії і міжнародних відносин. Нагороджений медаллю «Ветеран праці». Працюючи в інституті виконував громадські доручення — лектор товариства «Знання», голова первинного товариства охорони природи в інституті, керівник методологічного семінару на кафедрі, голова Полтавського відділення Географічного товариства УРСР.
Опублікував понад 50 наукових робіт, у тому числі дві книжки — "Дидактичний матеріал з географії для 9 класу (1980 р, посібник для вчителя, рекомендований Міністерством освіти УРСР), «Сузір'я велетнів» (1983 р., для учнів старшого шкільного віку і широкого кола читачів), — у видавництві «Радянська школа». Григорій Михайлович брав участь у підготовці географічного та історико-економічного нарису «Полтавська область: природа, населення, господарство», виданого у Полтаві.